# 光明寺 (尾道市因島中庄町)
光明寺（こうみょうじ）は、広島県因島市中庄町（現在の尾道市因島中庄町）にある寺院。
天台系本山派修験道「験乗宗」総本山。中国四十九薬師霊場第18番札所。
御詠歌：因島 お寺の薬師 渡りてぞ 法（のり）の灯（ひ）照らし 衆生（みな）を救わん

## 由緒・沿革[1]
開祖　松浦観舜大阿闍梨が、昭和初期に伊予国峰石土山石中寺　第６８世住職　小笠原観念大和尚から、修験道の法脈を伝承し、宗教結社を組織したのに始まる。
昭和十四年に宗教団体法により、天台宗寺門派　因島石土教会を設立。戦後、天台寺門宗総本山園城寺の法燈を継承して、宗教法人令により『光明寺』を設立。昭和２２年１２月２７日この光明寺を根本道場として、天台系本山派宗験道の一派『験乗宗』の立教開宗により、その総本山となる。

## 主要年中行事
- 出典[2]

1月
- 1日 - 修正会
- 大寒中 - 寒中修行

2月
- 節分の日 - 星供会・星まつり開運厄除け祈願
- 15日 - 涅槃会

3月
- 春分の日 - 春の彼岸会

4月
- 8日 - 灌仏会・釈尊降誕花まつり

5月
- 3日 - 春の大祭・採燈大護摩供・火渡式

6月
- 7日 - 神変会・行者まつり

7月
- 1日 - 入峯大会・奥の院お山開き
- 8、9日 - 石土山入峯
- 最終日曜日 - みな月祓い・夏越のはらい

8月
- 15日 - 盂蘭盆会
- 16日 - お盆の夕べ・子供のつどい

9月
- 秋分の日 - 秋の彼岸会

10月
- 最終日曜日 - 吒枳尼天の大祭

11月
- 30日 - 宗祖忌・開山ご命日

12月
- 8日 - 成道会
- 31日 - 大祓い・除夜・年越のはらい